# Забара Станіслав Сергійович
Станісла́в Сергі́йович Заба́ра (нар. 25 січня 1934, село Маликівщина Шишацького району Полтавської області) — український вчений-кібернетик, педагог, організатор виробництва обчислювальної техніки, доктор технічних наук (1981), професор (1988), Лауреат Державних премій СРСР (1981) та УРСР (1976), заслужений винахідник СРСР[джерело?], заслужений діяч науки і техніки України (2009). Удостоєний Почесної Грамоти Верховної Ради України за особливі заслуги перед українським народом.

## Біографія
Народився 25 січня 1934 року в селі Маликівщина Шишацького району Полтавської області.
Перед війною батька, який був військовим, перевели служити у Кілію. На початку війни Станіслав Сергійович разом з матір'ю і молодшою сестрою спочатку були відправлені батьком до Одеси, а через півроку, не маючи жодної вісточки від батька, змушені були тікати від німців, опинившись на берегах Волги у російському містечку Миколаївка.
Після війни сім'я повернулась до Полтави, де Станіслав Сергійович у 1951 році закінчив школу з золотою медаллю, після чого поступив на радіотехнічний факультет Київського політехнічного інституту. Після здобуття вищої освіти у 1956 році отримав розподіл у лабораторію обчислювальної техніки при Інституті математики АН УРСР, де раніше була створена перша у Європі обчислювальна машина «МЭСМ». З часом на базі лабораторії було створено Інститут кібернетики АН УРСР. Станіслав Сергійович спеціалізувався тоді на створенні електронної елементної бази для напівпровідникової машини «Днепр», «Днепр-1», «Днепр-2», «МИР», «АСОТ-М», «Іскра» (першого у Радянському Союзі клавішного настільного калькулятора).
У 1966 році був направлений на Київський завод обчислювальних і керуючих машин НВО «Електронмаш», де він пропрацював понад двадцять років.
Будучи начальником СКБ, захистив кандидатську дисертацію, став ідеологом комп'ютеризації технологічних процесів. У 1966 р. це було піонерське починання. Згодом він став заступником директора Науково-дослідного інституту периферійних пристроїв НВО «Електронмаш» з наукової роботи, а з 1972 року — директором цього інституту, заступником генерального директора НВО Електронмаш.
У ті роки був Головним конструктором ряду машин та багатьох периферійних пристроїв, які випускалися в НВО «Електронмаш». Його наукові інтереси — автоматизація проектування та контролю засобів обчислювальної техніки. За «розробку та освоєння в серійному виробництві керуючого обчислювального комплексу М-4030» серед інших став Лауреатом Державної премії України в галузі науки і техніки 1976 року. За розробку і організацію серійного виробництва комплексів технічних і програмних засобів СМ 3 і СМ 4 міжнародної системи малих ЕОМ (СМ ЕОМ) в 1981 році серед інших був удостоєний звання Лауреата Державної премії СРСР.
У 1980 році захистив докторську дисертацію на тему: «Дослідження принципів структурної організації і розробка комплексу засобів автоматизованих підсистем технічного проектування цифрових обчислювальних пристроїв», а в 1988 році отримав вчене звання професора.
У 1986—2001 працював в Інституті кібернетики НАН України завідувачем відділом. Згодом на запрошення Петра Михайловича Таланчука Станіслав Сергійович перейшов на викладацьку роботу, створивши факультет комп'ютерних технологій в університеті «Україна». У 2000—2006 та в 2010 викладав в ІПСА НТУУ «КПІ».
З 2006 року — професор кафедри інформаційних систем та технологій Інституту підготовки кадрів державної служби зайнятості України (ІПК ДСЗУ), викладає дисципліни «Вступ до спеціальності», «Архітектура комп'ютерів», «Комп'ютерна схемотехніка (елементи і схеми комп'ютерних систем)», «Комп'ютерні мережі», «Основи електротехніки та електроніки», «Комп'ютерні мережі та телекомунікації».
Автор понад 130 наукових праць.